# Alpine Endurance Team
A Alpine Endurance Team (anteriormente chamada Signatech Alpine e Signature Team), é uma equipe francesa de automobilismo e construtora de carros de corrida que compete no Campeonato Mundial de Endurance da FIA. A Signatech é uma parceira de longa data da Alpine desde 2013 e é responsável por pilotar seus carros de corrida Protótipo de Le Mans no Campeonato Mundial de Campeonato Mundial de Endurance, principalmente na classe LMP2 e, mais recentemente, subindo para a classe Le Mans Hypercar com o protótipo esportivo A424 da Alpine. A Alpine comprou uma participação na Signatech em 2024.
A equipe foi criada por Philippe Sinault em 1990, cujo irmão mais novo Patrick Sinault também promove a Fórmula Renault 2.0 WEC desde 2008, e o Renault Clio Cup Elf.
A equipe venceu a Copa de Fórmula Três Europeia da FIA em 1999 com Benoît Tréluyer. Ganhou o Campeonato Francês de Fórmula 3 em 2000, com Jonathan Cochet como piloto, que também venceu a Taça dos Campeões Europeus e o Masters de Fórmula 3 naquele ano e venceu o Korea Super Prix pela equipe em 2001. Em 2002, Renaud Derlot venceu o Copa de F3 Europeia com a equipe.